# Theope thootes
Espèce
Theope thootes est une espèce d'insectes lépidoptères appartenant à la famille  des Riodinidae et au genre Theope.

## Taxonomie
Theope thootes a été décrit par William Chapman Hewitson en 1860.

## Description
Theope thootes est un papillon aux ailes antérieures à l'apex anguleux et au bord  concave.  Le dessus bleu outremer métallique  est bordé de noir au bord costal et au bord externe laissant une large bande bleue sur tout le bord interne jusqu'à l'angle externe et une autre bande bleue de la base le long de la bordure noire costale laissant entre elles un triangle noir. L'aile postérieure est bleu outremer avec une bordure noire au bord costal.
Le revers est marron roux cuivré.

## Écologie et distribution
Theope thootes est présent en Amérique Centrale, en Guyane et au Brésil.

### Biotope
Le mâle a son poste haut dans les arbres au sommet des collines.

### Protection
Pas de statut de protection particulier.